# Baccara (альбом)
Baccara — дебютный студийный альбом испанского дуэта Baccara, впервые вышедший на лейбле RCA Victor в Западной Германии в 1977 году.

## Об альбоме
Среди композиций, представленных на альбоме, есть такие европейские хиты как «Yes Sir, I Can Boogie» и «Sorry, I’m a Lady». Некоторые другие песни с альбома также вышли в Европе как синглы. Четвёртая дорожка на второй стороне является кавер-версией известной песни Элвиса Пресли «Can’t Help Falling in Love».
Альбом имел большой успех в хит-парадах Норвегии, Финляндии и Швеции, заняв там первые строчки, в Норвегии он также имеет золотую сертификацию, а в Финляндии — две платиновых. В Австрии альбом достиг второго места, в ФРГ — тринадцатого. В британском альбомном чарте альбом дебютировал на 26-й позиции, которая и осталась для него самой высокой. К 1978 году альбом стал самым продаваемым иностранным за все врёмя в ФРГ и Финляндии.
Существует также альтернативная обложка альбома, на которой девушки изображены, стоящими на чёрном фоне. Некоторые издания этого альбома имеют внутри плакат. Альбом был переиздан на виниле в Германии в 1982 году и содержал совершенно другую обложку. Альбом никогда больше не переиздавался на физических носителях или в цифровом формате; в настоящее время права на каталог RCA Victor (в том числе и на этот альбом) принадлежат компании Sony BMG Music Entertainment.

## Список композиций
| №  | Название                | Автор(ы)                  | Длительность |
| -- | ----------------------- | ------------------------- | ------------ |
| 1. | «Yes Sir, I Can Boogie» | Фрэнк Досталь, Рольф Сойя | 4:29         |
| 2. | «Love You Till I Die»   | Досталь, Сойя             | 4:26         |
| 3. | «Granada»               | Агустин Лара              | 4:17         |
| 4. | «Gimme More»            | Сойя, Петер Зентнер       | 3:50         |
| 5. | «Koochie-Koo»           | Досталь, Сойя             | 4:04         |

| №                   | Название                     | Автор(ы)                                          | Длительность |
| ------------------- | ---------------------------- | ------------------------------------------------- | ------------ |
| 1.                  | «Sorry, I’m a Lady»          | Досталь, Сойя                                     | 3:37         |
| 2.                  | «Cara Mia»                   | Джон О’Брайен-Докер, Сойя                         | 2:53         |
| 3.                  | «Feel Me»                    | Сойя, Зентнер                                     | 4:20         |
| 4.                  | «Can’t Help Falling in Love» | Луиджи Креаторе, Хьюго Перетти, Джордж Дэвид Вайс | 3:26         |
| 5.                  | «Number One»                 | Досталь, Сойя                                     | 2:37         |
| 6.                  | «Don’t Play Me a Symphony»   | Досталь, Сойя                                     | 4:17         |
| Общая длительность: | Общая длительность:          | Общая длительность:                               | 42:16        |

На некоторых изданиях шестой дорожкой на первой стороне стала композиция «Mad in Madrid» (Сойя, Досталь) — 3:24.

## Чарты
| Хит-парад (1977—1978)            | Высшая позиция |
| -------------------------------- | -------------- |
| Австрия (Ö3 Austria)             | 2              |
| Великобритания (UK Albums Chart) | 26             |
| Германия (Der Musikmarkt)        | 1              |
| Германия (Offizielle Top 100)    | 13             |
| Греция (Billboard)               | 3              |
| Нидерланды (Album Top 100)       | 22             |
| Норвегия (VG-lista)              | 1              |
| Финляндия (Billboard)            | 1              |
| Швеция (Sverigetopplistan)       | 1              |

| Хит-парад (1978)            | Позиция |
| --------------------------- | ------- |
| Австрия (Ö3 Austria Top 40) | 7       |

## Сертификации и продажи
| Регион | Сертификация  | Продажи |
| --- | ------------- | ------- |
| Германия (BVMI) | Платиновый    | 500 000 |
| Норвегия (IFPI Norway)                                                                                                   | Золотой       | 40 000  |
| Финляндия (Musiikkituottajat)                                                                                            | 2× Платиновый | 115 000 |
| Швеция (GLF) | —             | 322 000 |
| * Данные о продажах приведены только на основе сертификации. ^ Данные о тиражах приведены только на основе сертификации. |               |         |